# نوربرت هورست
نوربرت هورست Norbert Horst (ولد في عام 1956 في باد أوينهاوزن) هو مؤلف روايات بوليسية ألماني.
يعمل هورست في شرطة بيليفيلد. كتب في بداية حياته أشعارا وأغاني وروايات بوليسية قصيرة. صدرت أولى رواياته في عام 2003.

## من أعماله
- قضية الجثث 2003
- نموذج الموت 2005
- رسم للدماء 2006